# Niskie Brodno
Niskie Brodno – jezioro w woj. kujawsko-pomorskim, w powiecie brodnickim, w całości leżące na terenie miasta Brodnica, położone na terenie Pojezierza Brodnickiego.

## Dane morfometryczne
Powierzchnia zwierciadła wody według różnych źródeł wynosi od 86,0 ha do 87,2 ha.
Zwierciadło wody położone jest na wysokości 72,9 m n.p.m. lub 73,2 m n.p.m. Średnia głębokość jeziora wynosi 6,9 m, natomiast głębokość maksymalna 18,2 m.
W oparciu o badania przeprowadzone w 2000 roku wody jeziora zaliczono do III klasy czystości i II kategorii podatności na degradację.
W roku 1994 wody jeziora również zaliczono do III klasy czystości.